# Contra la pared (álbum de Viejas Locas)
Contra la pared es el cuarto y último álbum de estudio de la banda de rock argentino Viejas Locas. Fue grabado durante el año 2011 y sacado a la venta el 24 de noviembre del mismo año. Es el primer álbum de la banda donde no participan en totalidad sus integrantes originales, siendo solamente grabado por dos de los miembros de la clásica agrupación: Cristian "Pity" Álvarez y Fabián "Fachi" Crea, acompañados por el guitarrista Sergio "Peluca" Hernández y el baterista Alejandro "Mono" Avellaneda. Además, significó el regreso del grupo a los estudios luego de doce años.

## Canciones
El disco se compone de trece canciones, de las cuales dos son de autoría de Fabián "Fachi" Crea ("Ya no miento" y "Bailando en el infierno") y todas las demás compuestas por Cristian "Pity" Álvarez. La intención de los músicos era grabar aquellas canciones que habían quedado sin grabar en la época previa a la separación de Viejas Locas.
Es así como solamente cinco de las canciones fueron compuestas exclusivamente para el disco, ya que las ocho restantes eran canciones que la banda tocaba en vivo durante la década del '90.

La banda nunca va a ser lo que fue en los 90’, aunque lo estamos intentando. La mitad de los temas del disco son canciones que no entraron en discos anteriores, son temas viejos. Intentamos que suene como el primer disco. Ahora jugamos a ser los adolescentes que fuimos. Somos unos veteranos que jugamos a ser adolescentes. Nos sale bien, porque logramos un disco bien auténtico de Viejas Locas.
Fabián "Fachi" Crea en La Razón (20/12/2011)

.
Se encarga de abrir el álbum la canción que le da nombre al mismo: "Contra la pared". Es uno de los temas donde sólo participan los cuatro miembros principales tocando. Éste es uno de los nuevos temas que fueron compuestos para la grabación del disco.
Al primer track le continúa "Ella no me quiere creer", donde se agregan algunos efectos a la voz de Pity y, además, es la primera canción donde se puede oír el teclado. En la lista, el siguiente es "Roca & Giro", que, además de ser uno de los clásicos de la banda, es la canción elegida como corte de difusión del trabajo discográfico, de la cual también se editó un vídeoclip.
El track n.º 4 se titula "Bailando en el infierno" y fue una de las canciones nuevas compuestas para el mismo (compuesta por Crea), donde se integran la corista de la banda y la sección de vientos por primera vez en el álbum.
El quinto track es "Perdóname mi amor", otra de las canciones nuevas que se compuso para el disco, (de hecho, fue la última en componerse). Álvarez asegura que sus compañeros le dijeron que necesitaban una canción más para completar el CD y tuvo que componer (por primera vez) una canción "a pedido".
"Tirado en la estación" es la próxima canción en la lista, ya conocida por las grabaciones piratas e incluida en "Demos, rarezas y otras yerbas" y el compilado "Una noche en La Cueva" (1993). Fue grabada en monoaural, porque (según Pity) le daba un toque más antiguo.
El octavo tema del álbum es "Guacho caracú", en el que se escucha permanentemente un riff de guitarra y bajo extraído de la canción "Blues local" de Pappo's Blues. Para su grabación, inclusive, fue llamado el baterista de esa banda: "Bolsa" González. La novena canción del álbum es "Muevete nena". A ésta le continúa "No me pienso levantar", que, junto a "Contra la pared", es una de las dos canciones en la que sólo participan Álvarez, Crea, Hernández y Avellaneda (también cuenta con un videoclip filmado y producido por el mismo Pity). El décimo track se titula "En problemas", una de las viejas canciones del grupo que, hasta antes de la grabación de "Contra la pared", se titulaba "La Perla"; la misma tenía la letra un poco cambiada, pero la base rítmica es la misma en las dos versiones.
"Ya no miento" es la canción n.º 11 del disco. Es una de las nuevas canciones compuestas para la grabación del mismo, y es de autoría de Fachi. El track 12, titulado "Perro guardián", es conocida por integrar algunas de las grabaciones piratas de recitales de la banda, y también está incluida en "Demos, rarezas y otras yerbas". La misma, fue grabada y elegida como videoclip para promocionar el regreso de la banda en el año 2009 (aunque con una versión diferente).
La última canción de "Contra la pared" es "Un frasco vacío". Es una de las composiciones de Pity que no pudo grabar con Intoxicados (él mismo afirmó que la compuso estando en esa banda). Sus compañeros lo alentaron a grabarla, y él quería que quedara un registro de esa canción. Entre 2013 y 2014 se editó el videoclip de esta canción.

## Lista de canciones
Todas las canciones escritas y compuestas por Pity Álvarez, excepto lo indicado. 
| N.º | Título                                  | Duración |  |
| 1.  | «Contra la pared»                       | 4:47     |  |
| 2.  | «Ella no me quiere creer»               | 2:53     |  |
| 3.  | «Roca & Giro»                           | 2:43     |  |
| 4.  | «Bailando en el infierno» (Fabián Crea) | 4:32     |  |
| 5.  | «Perdóname mi amor»                     | 4:00     |  |
| 6.  | «Tirado en la estación»                 | 2:51     |  |
| 7.  | «Guacho caracú»                         | 3:22     |  |
| 8.  | «Muévete nena»                          | 3:51     |  |
| 9.  | «No me pienso levantar»                 | 2:03     |  |
| 10. | «En problemas»                          | 5:13     |  |
| 11. | «Ya no miento» (Fabián Crea)            | 4:18     |  |
| 12. | «Perro guardián»                        | 3:17     |  |
| 13. | «Un frasco vacío»                       | 2:56     |  |

## Ficha técnica
- Fue grabado en Matadero records.
- Mezclado en El Cuzco Estudio.
- Producido por R. Costa y A. Moles.
- Pre producido en la sala de ensayo "El Laboratorio".
- Pre masterizado en Puro Mastering.
- Masterizado en Martillo Estudio por Percepción.
- Producción artística: Aceite
- Arte: El águila que ve solo lo que quiere ver / JR10.

### Músicos principales
- Cristian "Pity" Álvarez: Voz y guitarras.
- Fabián "Fachi" Crea: Bajo y coros.
- Sergio "Peluca" Hernández: Guitarras y coros.
- Alejandro "Mono" Avellaneda: Batería
- Diana Bifulco: Coros
- Matias Mango: Teclados, pianos y sintetizadores.
- Eduardo Introcaso: Saxos

### Músicos invitados
- Cristian Díaz: Trompeta en "Bailando en el infierno" y "Ya no miento".
- Fabián Silva: Trombón en "Bailando en el infierno" y "Ya no miento".
- Sebastián Ramos: Saxo tenor en "Bailando en el infierno" y "Ya no miento".
- Valentino: Guitarra acústica en "Muévete nena".
- Bolsa González: Batería en "Guacho caracú".
- Hubert Reyes: Percusión en "Muévete nena" y "Un frasco vacío".
- Moisés Oblitas: Guitarra criolla en "Un frasco vacío".